# Trisopterus

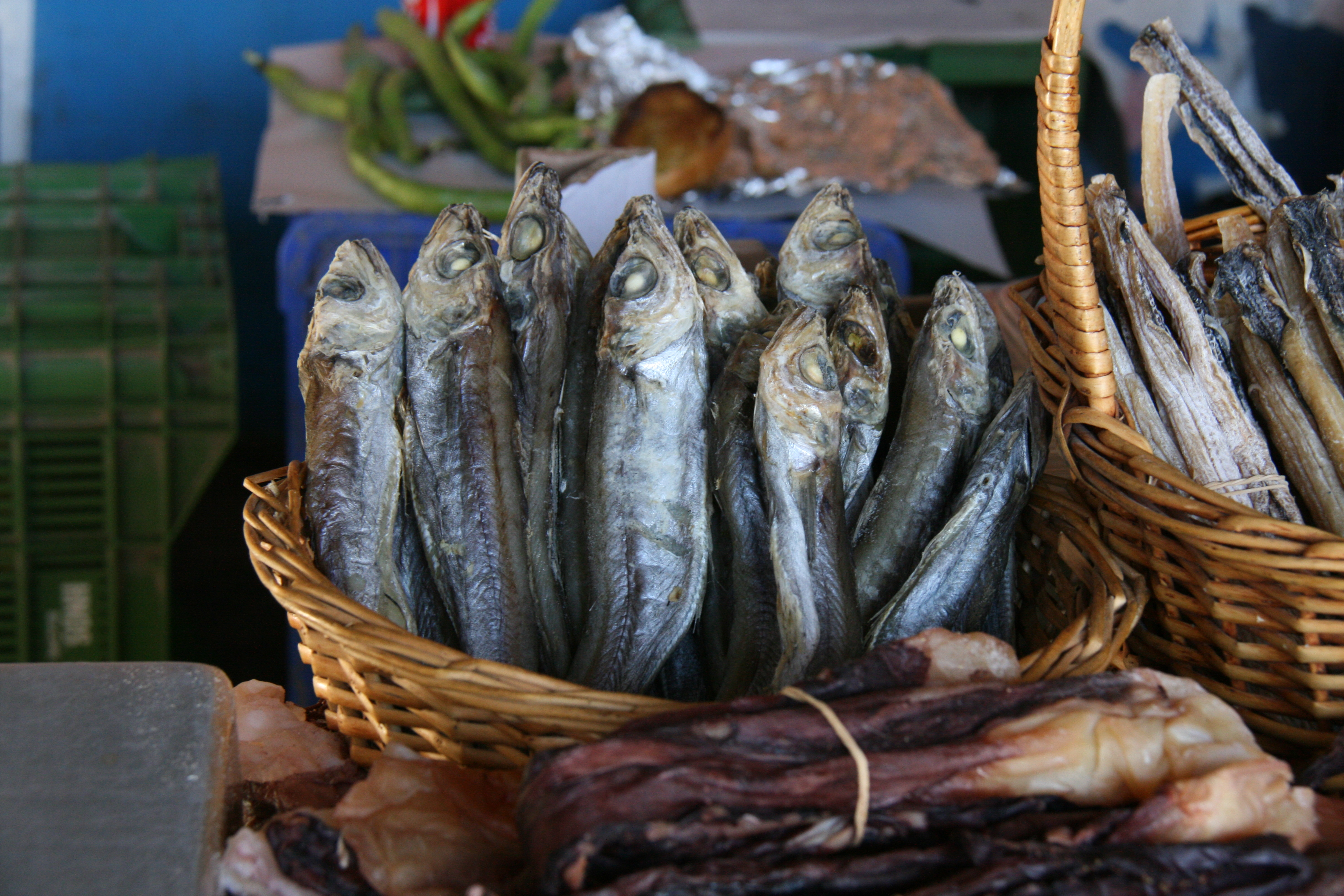
Trisopterus minutus

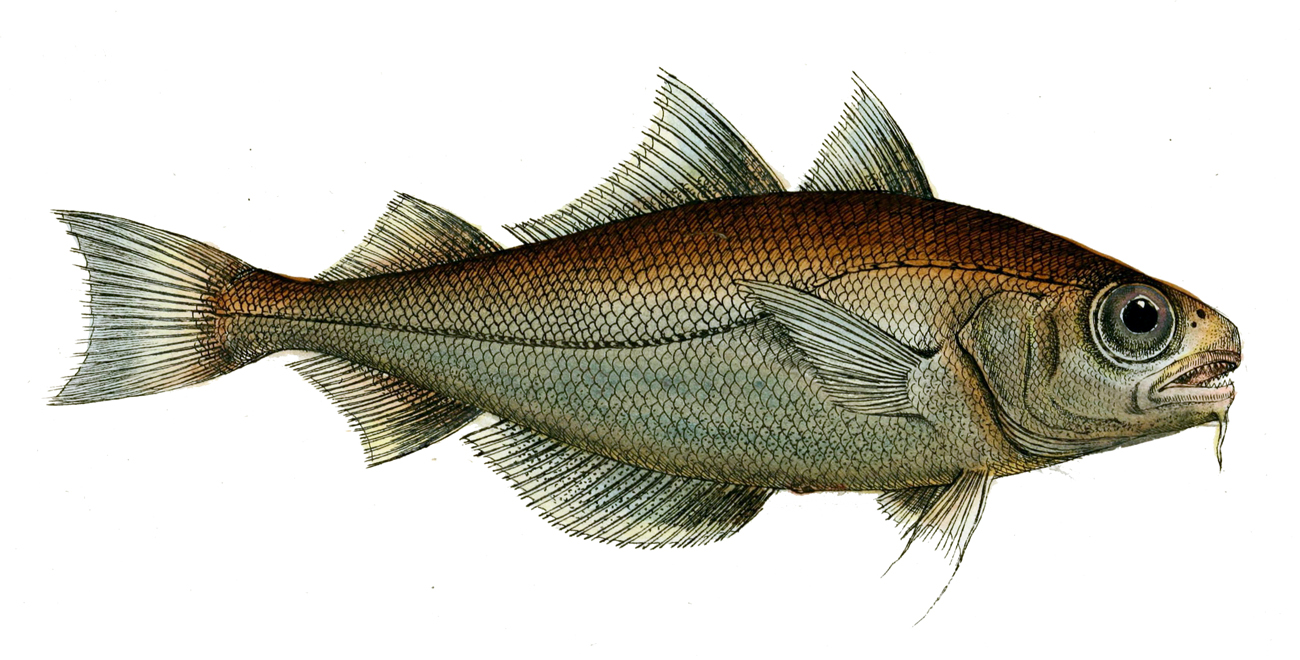
Mòllera fosca (Trisopterus luscus) -il·lustració del 1801-

Trisopterus és un gènere de peixos pertanyent a la família dels gàdids que es troba a l'Atlàntic oriental i la mar Mediterrània.

## Taxonomia
- Mòllera noruega (Trisopterus esmarkii) (Nilsson, 1855)[4]
- Mòllera fosca (Trisopterus luscus) (Linnaeus, 1758)[5]
- Trisopterus minutus (Linnaeus, 1758)[6][7][8][9][10][11]